# 2011年1月英國

## 1月31日
- 財政研究學會估計，自今年4月修訂稅制後，大約會有75萬名納稅人要繳納更多的稅款，但亦會有50萬人因為稅基上調而跌出薪俸稅稅網。目前英國全國有超過3,000萬名薪俸稅納稅人。BBC （页面存档备份，存于）
- 回應埃及近日動盪局勢，英揆大衛·卡梅倫與美國總統奧巴馬共同呼籲埃及政府設法採取措施，「有秩序地轉型」成立民主政府。BBC （页面存档备份，存于）

## 1月30日
- 財相歐思邦在一個節目上警告，如果中止削減公共開支和加稅的計劃，英國將會陷入「金融亂局」。他重申，政府有必要採取上述措施，以清理前工黨政府留下的「爛攤子」。他暗示如果遇上連串罷工，不排除會修改工會法例。BBC （页面存档备份，存于）
- 鑑於埃及局勢持續惡化，外交部呼籲身處開羅、亞歷山卓和蘇彝士各地的英國國民在安全情況下，宜盡快離開當地。外交部現階段暫未有計劃撤僑，並表示大約30,000名身處埃及的英籍遊客當中，大部份均在安全的渡假酒店。至於外相夏偉林較早時則警告，如果埃及政府不及早推行改革，國家有可能落入極端分子手上。BBC （页面存档备份，存于）

## 1月29日
- 學生團體和工會在倫敦及曼徹斯特兩地舉行大規模遊行示威，抗議聯合政府調高大學學費和削減公共開支的決定。有大學講師工會領袖批評政府「與年輕人開戰」。BBC （页面存档备份，存于）
- 外交部向局勢不穩的埃及發出旅遊警告，呼籲國民如非必要，不要前往開羅、樂蜀、亞歷山卓和蘇彝士各地，但轉機國民不受影響。外交部預計有大約30,000名英國國民身在埃及，表示現階段暫未需要撤僑。BBC （页面存档备份，存于）

## 1月28日
- 現任內閣司古斯·奧唐納爵士（Sir Gus O'Donnell）出席伊拉克聽證會作供，表示時任首相貝理雅在2003年伊拉克戰爭爆發前，一直避免在內閣會議上討論出兵一事，原因是擔心內閣會迅即向外泄露討論內容。至於貝理雅較早前出席聽證會時，則聲稱內閣已就出兵一事作充分討論。伊拉克聽證會的公開聆訊將於下周結束，但閉門聆訊部份會繼續。BBC （页面存档备份，存于）
- 工會大會就政府計劃削減公務員退休金一事召開會議，大會在會後表示仍不排除舉行大罷工表達不滿，但已經決定率先在3月26日舉行大遊行。內閣廳部長麥浩德表示，政府願與工會對話，但工會必須接受公共開支削減的現實，他又表示任何「大規模罷工」均屬違法。BBC （页面存档备份，存于）

## 1月27日
- 財相歐思邦出席BBC一個節目時表示，政府正考慮撤回4月調高燃料稅的計劃，以回應調高增值稅後促使燃油價格急升的情況。BBC （页面存档备份，存于）
- 六名退休軍方高層聯署致函《每日電訊報》，批評政府以緊縮開支為理由，停止研製新型的皇家空軍寧羅式（RAF Nimrod）海洋巡邏機，並拆毀正在興建中的九部飛機，是「違反常情」的決定。政府發言人則聲稱，寧羅式飛機的營運經費高昂，中止計劃可為未來10年節省20億英鎊。BBC （页面存档备份，存于）

## 1月26日
- 消息指聯合政府即將就反恐事務發表公開檢討文件，預料建議會重點收緊執法部門扣查懷疑恐怖份子的權力，有關檢討在去年7月由內政部展開，當時政府表示目的是希望現行反恐措施與公民自由取得平衡。BBC （页面存档备份，存于）
- 英倫銀行行長金默文在紐卡素出席一個公開場合上發表演說，指出英國經濟正提升競爭力，同時正朝著更高的物價水平發展，所以近來的通漲屬無可避免。他又預料未來數月通貨將持續上漲百分之4至5，到2012年再急速回落。BBC （页面存档备份，存于）

## 1月25日
- 政府最新數字顯示，英國2010年第四季GDP錄得百分之0.5的跌幅，出乎普遍預測的百分之0.2至0.6增幅。國家統計廳表示，即使撇除近來暴風雪的影響，GDP也難有增幅。財相歐思邦對數據表示失望，但表示政府會繼續推行削減開支方案。BBC （页面存档备份，存于）
- 德比郡一所民房在昨晚11時30分左右發生大火，屋內兩對年齡介乎兩歲至九歲的男童和女童死亡，45歲的母親成功逃出屋外，但吸入濃煙不適送院治療，消防仍然調查火警起因。BBC （页面存档备份，存于）

## 1月24日
- 英國廣播公司宣佈未來兩年削減網頁營運開支3,400萬英鎊至每年1億英鎊，計劃關閉旗下多個附屬網頁、和縮減餘下網頁的規模，並會裁減最多360個職位。管方表示方案是要緊縮整體開支，以及避免與私人市場直接競爭。BBC （页面存档备份，存于）
- 負責為2012年倫敦奧運場館決定未來用途的奧林匹克公園資產公司，押後原訂本周五宣佈奧運主場館未來用途的計劃。消息指托定咸熱刺和韋斯咸兩大足球會正爭奪將奧運主場館作為球會的未來場館。BBC （页面存档备份，存于）

## 1月23日
- 《星期日獨立報》引述前首相白高敦的發言人證實，白高敦數月前曾向蘇格蘭場問及自己在任時，電話有沒有遭到傳媒竊聽。而被指有份在工黨執政期間策劃竊聽的前《世界新聞報》編輯安迪·庫爾森（Andy Coulson），則在數日前宣佈辭去首相大衛·卡梅倫政府的傳訊總監一職，但否認與竊聽事件有關。BBC （页面存档备份，存于）
- 副首相尼克·克萊格接受BBC訪問時認為，政府有必要改革英國銀行界，以免納稅人再次為銀行的虧蝕承受風險。他又表示會積極考慮將銀行分拆為零售和投資兩大類的建議。BBC （页面存档备份，存于）

## 1月20日
- 本身是歷來首位信奉伊斯蘭教的內閣女閣員韋倩婷女男爵向萊斯特大學發表演說，批評國內對伊斯蘭教徒的歧見漸漸成為社會的普遍現象。BBC （页面存档备份，存于）
- 雖然獨立高層職員薪俸檢討委員會早前批准國會下議院議員在2011年至2012年財政年度增薪百分之1，但下議院領袖楊佐義爵士已要求所有議員放棄加薪，以便與高級公務員凍薪兩年的待遇看齊。BBC （页面存档备份，存于）
- 在英国广受关注的乔安娜·叶茨谋杀案的嫌犯文森特·塔巴克被抓获。卫报 （页面存档备份，存于）

## 1月19日
- 政府最新統計數字顯示，英國2010年11月全國失業人數比8月上升49,000人至250萬人，其中16至24歲在職青少年失業率尤為嚴重，每五人就有一人失業，不過整體失業率仍然維持在百份之7.9。英揆大衛·卡梅倫表示對失業人數上升「極表關注」。BBC （页面存档备份，存于）
- 代表白金漢選區的下議院議長約翰·貝爾考被指向選區居民表示自己反對獵狐，又贊同獵狐「在21世紀是錯誤」的說法。其言論被指違反議長恪守中立的原則。BBC （页面存档备份，存于）
- 為履行聯合政府的削減公共開支方案，漢普郡議會和諾福克郡議員分別宣佈計劃裁減1,200名和1,000名員工，是最新公佈裁員計劃的地方議會。BBC （页面存档备份，存于）

## 1月18日
- 英國2010年12月的消費者物價指數錄得百分之3.7增長，增幅比11月的百分之3.3高；至於計算按揭利息供款在內的零售物價指數在12月亦錄得百分之4.8增幅、較11月的百分之4.7高。分析指政府最近調高增值稅稅率會進一步帶動通漲，預料英倫銀行會承受更大的加息壓力。BBC （页面存档备份，存于）
- 上議院就國會大選是否改用排序複選制完成辯論。工黨以改革會令下院議員數目下降為理由反對，但聯合政府則計劃在5月5日就是否轉換票制舉行公投。BBC （页面存档备份，存于）

## 1月17日
- 副首相尼克·克萊格宣佈政府計劃在4月就現行產假制度展開諮詢，政府在諮詢中將建議女方如在產假完結前返回工作崗位，男方可享有餘下的假期，他表示希望能在2015年或之前引入新的安排。BBC （页面存档备份，存于）
- 對於有輿論批評公營醫療制度改革過於急進，英揆大衛·卡梅倫接受訪問時強調公營改革不能一再拖延。BBC （页面存档备份，存于）

## 1月16日
- 繼倫敦地鐵工會、英國航空工會和公務員工會傳出有意在4月29日威廉王子大婚當日罷工後，工黨黨魁文立彬猛烈批評造法「駭人聽聞」，而英揆大衛·卡梅倫則建議修例限制工會輕易發動罷工。消息則指三個工會現階段已暫時撤回在當日罷工的行動。BBC （页面存档备份，存于）
- 在1980年代脫離工黨的前外相歐文勳爵接受BBC訪問時表示，他對現任黨魁文立彬的表現留下深刻印象，表示自己有意重返工黨，但沒有打算加入黨部。BBC （页面存档备份，存于）

## 1月15日
- 代表最多公務員的公共及商業服務工會表態反對聯合政府計劃修訂公務員離職補償條款，指九成參與投票的工會會員反對計劃，揚言會入稟法院提出司法覆核。BBC （页面存档备份，存于）
- 工黨黨魁在費邊社一個場合上發言，表示聯合政府組成至今已有數以千計的自民黨黨員轉投工黨，又指自民黨與保守黨結盟是一大錯誤，呼籲不滿現狀的自民黨人加入工黨陣線。運輸大臣夏文達在另一個場合回應指出，工黨欠奉選民支持的經濟政策，聯合政府對他的言論不表關注。BBC （页面存档备份，存于）

## 1月14日
- 因應北非國家突尼西亞爆發大規模反政府示威，外交部呼籲國民如無必要，切勿前往當地。通濟隆旅行社表示，正協助撤走正在當地渡假的英國旅客。BBC （页面存档备份，存于）
- 下議院奧咸東（Oldham East）選區補選，由工黨候選人勝出，得票更比排第二的自民黨多出3,558票，工黨去年大選在同一選區勝出，但當時得票僅比第二名多出103票，工黨黨魁文立彬在結果公佈後表示這是該黨「漫長旅程的第一步」，又指選舉結果向執政聯合政府發出「明確信息」，認為工黨正捲土重來。BBC （页面存档备份，存于）

## 1月13日
- 政府宣佈由本年4月6日開始逐步取消預設退休年齡的規定，意味日後僱主不能再以僱員年滿65歲為理由解僱員工。商務部表示，新規定讓年長的僱員自由選擇是否繼續工作，同時有助促進英國經濟。BBC （页面存档备份，存于）
- 英倫銀行議息後決定維持息率於百分之0.5，同時未有公佈新一輪的量化寬鬆方案，這兩項決定結果皆在市場預期之內。BBC （页面存档备份，存于）

## 1月12日
- 消息指將在3月卸任的萊斯銀行主席艾力·丹尼爾斯（Eric Daniels）將接受200萬英鎊鉅額花紅。萊斯銀行在2008年獲政府出資救助，至今政府仍持有銀行四成一股權。如果消息屬實，這將是丹尼爾斯自2008年以來首次領取花紅。BBC （页面存档备份，存于）
- 向法庭承認詐取津貼的下院議員艾力·伊斯利宣佈將於下月宣判前辭職，並向選區居民表示對自己的行為「深表遺憾」。BBC （页面存档备份，存于）

## 1月11日
- 現任下院無黨籍議員艾力·伊斯利（Eric Illsley）在南華克皇室法庭承認三項造假帳指控，以騙取逾14,000英鎊議員津貼。本身為工黨籍的伊斯利在去年5月大選成功連任，但被落案起訴後遭黨方凍結黨籍。工黨黨魁文立彬認為伊斯利應該辭職。而根據法例，任何議員如被判監12個月或以上，將自動喪失議席。BBC （页面存档备份，存于）
- 工黨籍影子內務大臣博雅文透露，自政府公佈削減開支方案以來，英格蘭和威爾斯各警區已計劃合共裁減約14,500個警務職位，當中6,000多個職位是警察。代表警員的警務聯會則預測未來三至四年會有約20,000個警務職位留失，擔心治安情況會變差。BBC （页面存档备份，存于）

## 1月10日
- 倫敦地下鐵工會計劃在4月29日威廉王子大婚當日發動罷工，爭取員工在銀行假期工作應獲平時三倍的工資。資方強調，現時員工每年已有七星期假期，在銀行假期當日工作亦有津貼，批評工會的無中生有。在去年節禮日，倫敦地下鐵工會曾以同一理由發動罷工，使地鐵服務幾乎完全癱瘓。BBC （页面存档备份，存于）
- 在副首相尼克·克萊格和中國副總理李克強見證下，蘇格蘭皇家動物學學會與中國野生動物保護協會在倫敦簽署協議，由中方借出兩頭大熊貓到愛丁堡動物園17年，作研究及觀賞用途。BBC （页面存档备份，存于）

## 1月9日
- 英揆大衛·卡梅倫在BBC清談節目上表示，銀行需要付上「社會責任」，今年應調低發放花紅的金額，而國有化的蘇格蘭皇家銀行更不應帶頭發放鉅額花紅。不過，卡梅倫認為以「微觀管理」銀行並不可行。BBC （页面存档备份，存于）
- 中國副總理李克強展開對英國的四天國事訪問，與蘇格蘭方面簽訂價值640萬英鎊的綠色能源協議，另外又計劃在倫敦會見英揆大衛·卡梅倫。BBC （页面存档备份，存于）

## 1月8日
- 回應德比郡最近有兩名巴基斯坦裔男子因干犯多宗強姦和性侵犯而被判入獄的案件，前司法大臣施仲宏在一個公開場合上表示巴裔人士視白人少女為「易到手的女人」，其言論被輿論批評帶有成見和具冒犯性質。BBC （页面存档备份，存于）
- 利物浦足球會領隊萊·鶴臣在雙方同意下卸任，領隊一職由堅尼·杜格利殊暫代至今季球季完結為止。BBC （页面存档备份，存于）

## 1月7日
- 美國一名法官駁回一宗指控英國女作家J·K·羅琳筆下小說《哈利波特－火盃的考驗》涉嫌抄襲另一本魔幻小說的案件，指兩本小說的本質和風格均完全不同。同一原告去年10月亦曾入稟倫敦高等法院，法官當時亦認為指控理據難以成立，但拒絕應被告一方要求駁回案件。BBC （页面存档备份，存于）
- 早前承認透過造假數來詐取議員津貼逾20,000英鎊的前工黨籍下議員大衛·蔡特（David Chaytor），被南華克皇室法庭裁定入獄18個月。早前已被工黨凍結黨籍的蔡特，在判刑後再被工黨宣佈開除出黨。案情指出，蔡特由2005年至2008年間，先後向國會申報租住兩處物業，獲合共發放18,350鎊津貼，但事實上兩處物業業權分別由自己和患有失智症的母親所有。此外，他還在2006年虛報總值1,950鎊的資訊科技開銷，但因已達申領津貼上限才未獲批核。BBC （页面存档备份，存于）

## 1月6日
- 鑑於流感疫苗供應緊張，政府宣佈各地衛生當局可動用由2009年以來積存的舊疫苗存貨，這些存貨在當時是用以應付豬流感疫情的。BBC （页面存档备份，存于）
- 北愛爾蘭自來水公司對於近期北愛大範圍缺水事件致歉，公司表示在危機高峰期曾接獲超過100萬宗救助個案，單在節禮日一日亦接獲6,000個救助。BBC （页面存档备份，存于）

## 1月5日
- 倫敦一名男子在2008年被控偷運110公斤可卡因入境，被南華克皇室法庭重判入獄14年。被告西蒙·福特（Simon Ford）現年41歲，任職消防員，曾在2007年倫敦七七爆炸案參與救援工作而獲表揚。BBC （页面存档备份，存于）
- 有工會警告，受政府削減撥款影響，英格蘭地區的地方議會有可能在今年裁減約20萬員工。BBC （页面存档备份，存于）

## 1月4日
- 增值稅稅率即日起由原來的百分之17.5上調至百分之20。面對外界批評，財相歐思邦強調上調增值稅令經濟復甦的必要手段，也比調高薪俸稅更具「積極」作用。BBC （页面存档备份，存于）
- 埃克塞特因連日寒冷天氣和聖誕假期，導致部份地區的垃圾收集服務停頓，受影響地區的街道堆滿一袋袋垃圾。有執政工黨籍市議會表示，垃圾收集服務最遲要到1月24日才會完成恢復正常，並認為垃圾收集工人在聖誕假期休息「不是大問題」。據了解，個別地區自去年12月8日以來，垃圾收集服務一直停頓。BBC （页面存档备份，存于）

## 1月3日
- 工黨黨魁文立彬在公開場合上表示，聯合政府即將把增值稅稅率由百分之17.5上調至20，是「錯誤的時機、錯誤的稅收」，警告平均每個家庭每周因此多付7.5英鎊，對普遍家庭構成更沉重的負擔。BBC （页面存档备份，存于）
- 全國教師工會成功訪問1,000名家長，發現只有百分之25受訪者贊成聯合政府在英格蘭設立自由學校，相反有百分之31受訪者表示反對計劃，其餘百分之43則沒有意見。根據計劃，自由學校由家長與慈善或教會辦學團體共同創立，直接由中央政府撥款，不受地方政府控制，學校在課程設計、教師薪酬和師資方面均享有較大自主權。BBC （页面存档备份，存于）

## 1月2日
- 有代表慈善團體的組織建議政府可向銀行開徵花紅稅，用以補助慈善團體營運。BBC （页面存档备份，存于）
- 政府發言人透露，必須懲治日前參與西薩塞克斯福特監獄騷亂的囚犯。BBC （页面存档备份，存于）

## 1月1日
- 西薩塞克斯的福特監獄發生騷亂，40名囚犯在午夜時份打碎監獄窗戶及燃點火種，大火蔓延多座建築物。BBC （页面存档备份，存于）
- 全英格蘭354個地方政府當中，至今只有144個將所有500英鎊以上的支出紀錄公開到網上，對於距離公開期限尚餘一個月，社區大臣白高志批評仍未公開資料的地方政府效率遲緩。BBC （页面存档备份，存于）

| 依月份排列新聞動態 |
| \| - 2014年英國：1月 - 2月 - 3月 - 4月 - 5月 - 6月 - 7月 - 8月 - 9月 - 10月 - 11月 - 12月 - 2013年英國：1月 - 2月 - 3月 - 4月 - 5月 - 6月 - 7月 - 8月 - 9月 - 10月 - 11月 - 12月 - 2012年英國：1月 - 2月 - 3月 - 4月 - 5月 - 6月 - 7月 - 8月 - 9月 - 10月 - 11月 - 12月 - 2011年英國：1月 - 2月 - 3月 - 4月 - 5月 - 6月 - 7月 - 8月 - 9月 - 10月 - 11月 - 12月 - 2010年英國：1月 - 2月 - 3月 - 4月 - 5月 - 6月 - 7月 - 8月 - 9月 - 10月 - 11月 - 12月 - 2009年英國：1月 - 2月 - 3月 - 4月 - 5月 - 6月 - 7月 - 8月 - 9月 - 10月 - 11月 - 12月 - 2008年英國：1月 - 2月 - 3月 - 4月 - 5月 - 6月 - 7月 - 8月 - 9月 - 10月 - 11月 - 12月 檢閱 \| |
| - 2014年英國：1月 - 2月 - 3月 - 4月 - 5月 - 6月 - 7月 - 8月 - 9月 - 10月 - 11月 - 12月 - 2013年英國：1月 - 2月 - 3月 - 4月 - 5月 - 6月 - 7月 - 8月 - 9月 - 10月 - 11月 - 12月 - 2012年英國：1月 - 2月 - 3月 - 4月 - 5月 - 6月 - 7月 - 8月 - 9月 - 10月 - 11月 - 12月 - 2011年英國：1月 - 2月 - 3月 - 4月 - 5月 - 6月 - 7月 - 8月 - 9月 - 10月 - 11月 - 12月 - 2010年英國：1月 - 2月 - 3月 - 4月 - 5月 - 6月 - 7月 - 8月 - 9月 - 10月 - 11月 - 12月 - 2009年英國：1月 - 2月 - 3月 - 4月 - 5月 - 6月 - 7月 - 8月 - 9月 - 10月 - 11月 - 12月 - 2008年英國：1月 - 2月 - 3月 - 4月 - 5月 - 6月 - 7月 - 8月 - 9月 - 10月 - 11月 - 12月 檢閱       |